# فسق
szzdlert
sp
فسق در فقه و حقوق اسلامی عبارت است از ارتکاب به یکی از گناهان کبیره یا اصرار بر گناهان کوچک یا ترک مروت توسط شخص، که موجب به‌وجود آمدن صفت فسق در وی می‌شود و به آن شخص فاسق می‌گویند. ماده ۲ قانون استخدام کشوری ایران، یکی از شروط  ورود به خدمت در ادارات دولتی را عدم تجاهر به فسق
 عنوان می‌کند.